# Ibraim da Ifríquia
Ibraim da Ifríquia ou Ibraim, o Ifríquida (em árabe: إبراهيم الإفريقي‎‎; romaniz.: Ibrahim al-Ifriqi) foi um e governador do Iêmen do século IX para o Califado Abássida.

## Vida
Um membro dos xaibanitas, Ibraim foi nomeado como governador durante o reinado do califa Almamune (r. 813–833), no lugar de Hisne ibne Alminal. Por sua vez, ele foi substituído mais adiante pelo governo conjunto de Nuaim ibne Aluadá Alazedi e Almuzafar ibne Iáia Alquindi.